# Brandella erythraea
Brandella erythraea là loài thực vật có hoa trong họ Mồ hôi. Loài này được (Brand) R.R.Mill mô tả khoa học đầu tiên năm 1986.